# Castelnuovo di Garfagnana
Pour les articles homonymes, voir Castelnuovo.
Castelnuovo di Garfagnana est une commune italienne de la province de Lucques, dans la région Toscane.

## Histoire
Dans la zone frontalière actuelle avec la commune de Pieve Fosciana, des traces de la présence étrusque et de la Rome antique ont été trouvées. Cependant, la première nouvelle historiquement documentée de la ville remonte à 740, à l'époque des Lombards. Il existe peu d'informations sur le Moyen Âge.
Au XIVe siècle, Castelnuovo s'était imposée comme un important centre de transit de la vallée de la Garfagnana. À partir de la troisième décennie du siècle, la république de Lucques devint une seigneurie dirigée par Castruccio Castracani. En 1429, la ville se soumet volontairement à la maison d'Este pour échapper à la domination de Lucques.
Pendant la guerre de la Ligue de Cambrai, en 1512, la ville subit l'invasion des troupes du pape Jules II, puis du pape Léon X, connaissant une longue période d'invasions diverses. Le duc Alphonse II d'Este fit alors construire la puissante forteresse de Mont'Alfonso pour défendre la ville.
Au XVIIe siècle, la région est divisée en trois États jusqu'à l'arrivée des troupes françaises de Napoléon Ier. Cestelnuovo est annexée à la principauté de Lucques et Piombino gouvernée par Élisa Bonaparte. En 1814, la maison d'Este reprend la région et en 1860 Castelnuovo est incorporé au royaume d'Italie.
C'est en 1923 que Castelnuovo et ses environs furent définitivement rattachés à la province de Lucques. 

### Monuments et lieux d'intérêt
- L'église Santi Pietro e Paolo
- Le théâtre municipal Vittorio Alfieri
- Les murailles de l'ancien village et ses deux portes : Porta Miccia et Porta di Castruccio
- La forteresse Ariostesca
- La forteresse de Mont'Alfonso

## Galerie

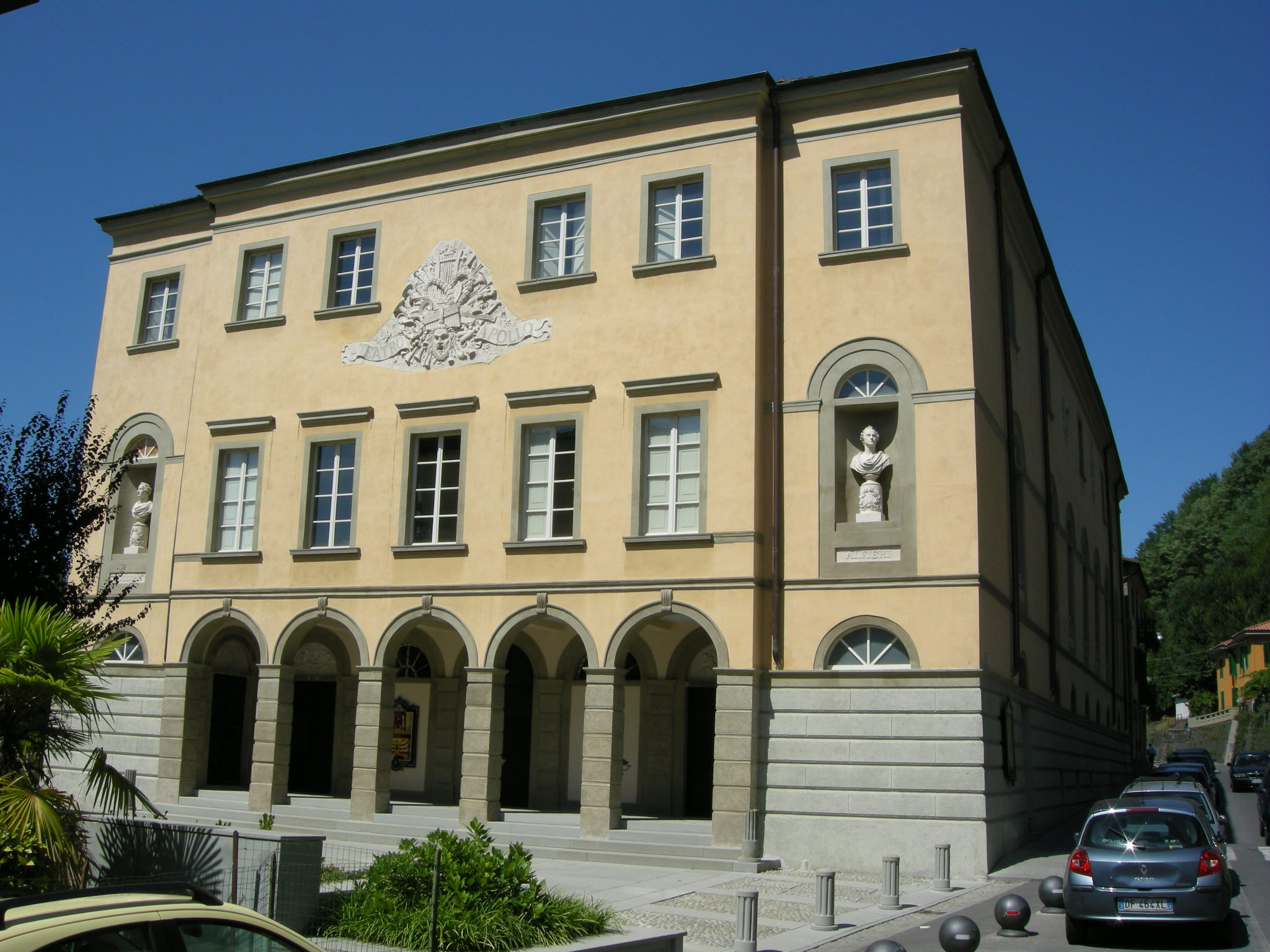
Théâtre Vittorio Alfieri.
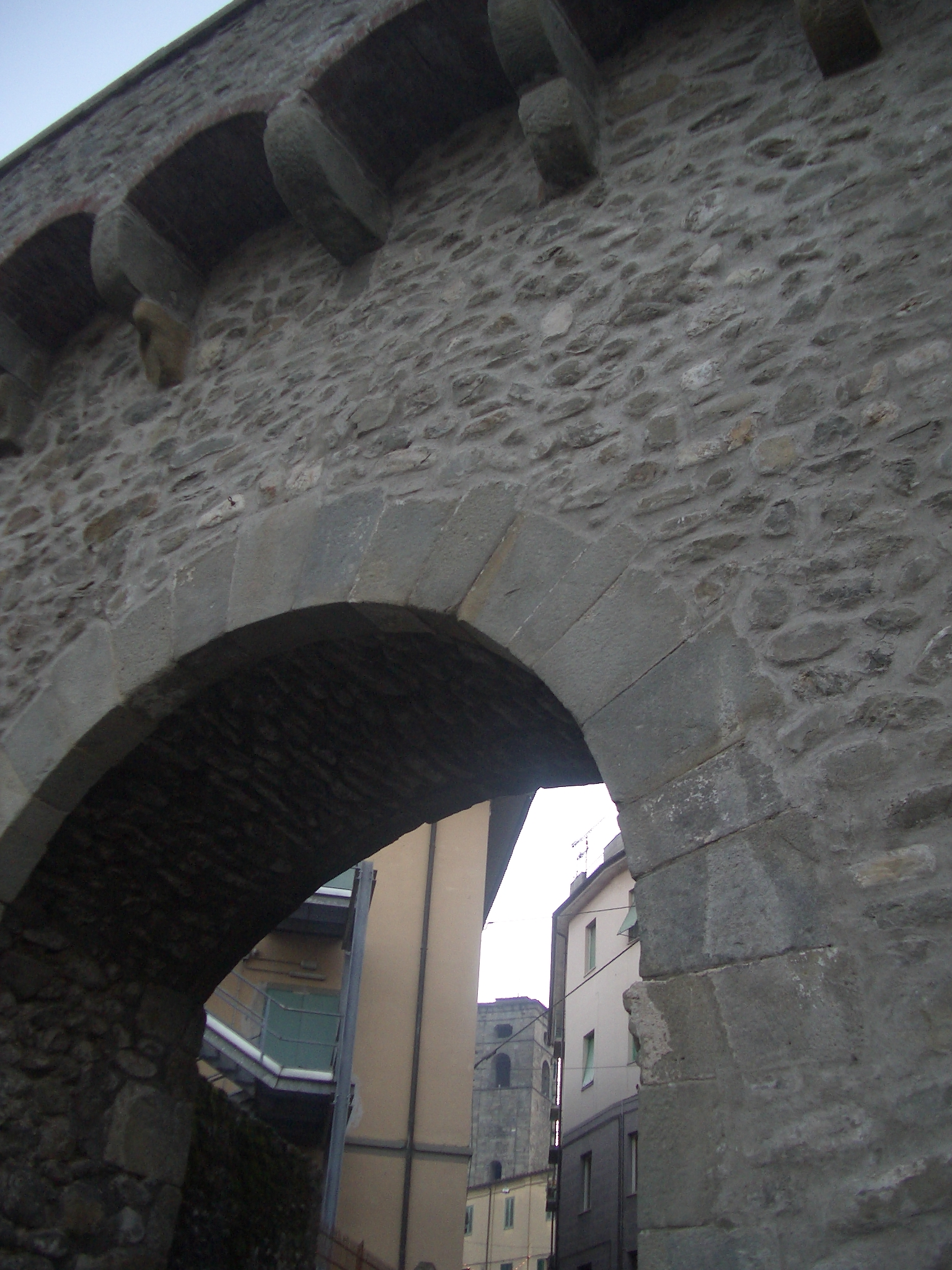
Porta Miccia.
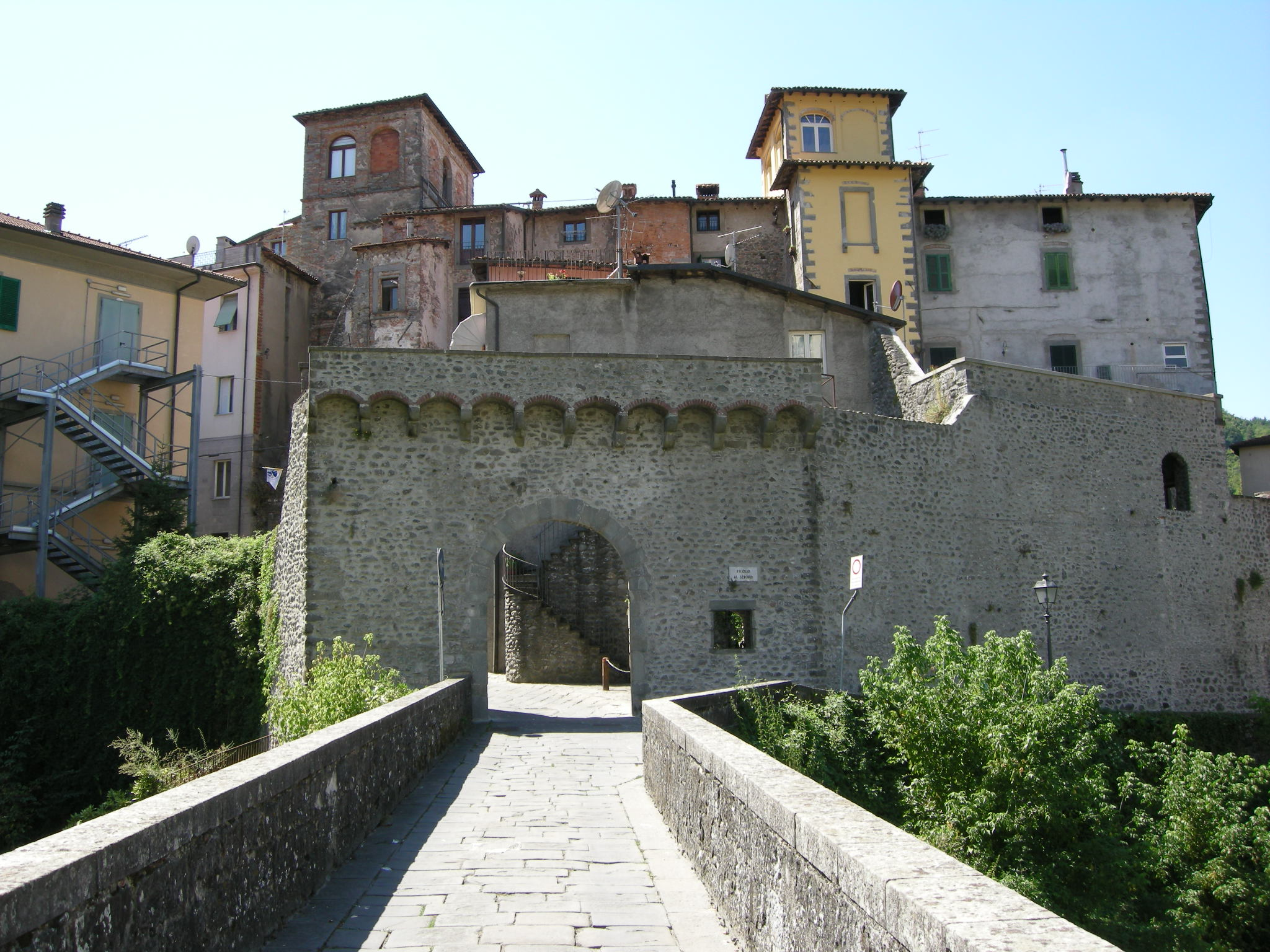
Porta di Castruccio.
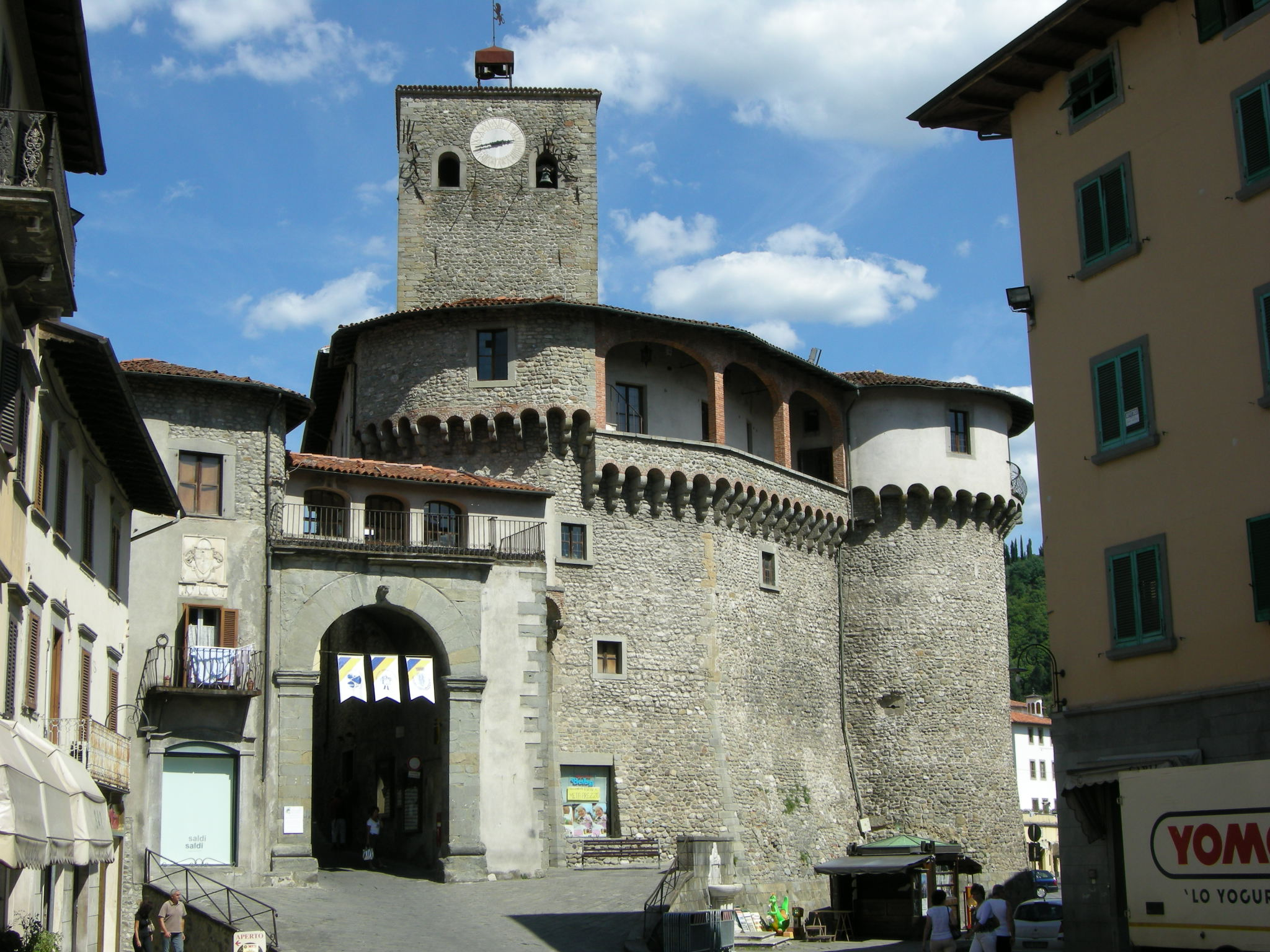
Rocca Aroistesca.

## Géographie

### Hydrographie
- Lac de Pontecosi.

### Hameaux
Antisciana, Cerretoli, Colle, Gragnanella, La Croce, Metello, Monteperpoli, Monterotondo, Palleroso, Rontano, Stazzana, Torrite.

### Communes limitrophes
Camporgiano, Careggine, Fosciandora, Gallicano, Molazzana, Pieve Fosciana.

## Sport
- Real Castelnuovo, le club de football de Castelnuovo.
- Jasmine Paolini, joueuse de tennis.
- Giovanni Di Lorenzo, joueur de football international.